# 国会キス事件

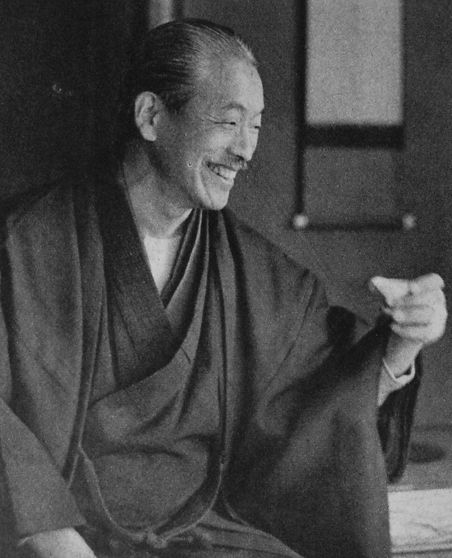
泉山三六（杯を傾ける様子。『アサヒグラフ』 1955年新年号）

国会キス事件（こっかいキスじけん）は、1948年12月13日に大蔵大臣・泉山三六が泥酔により、他党の女性議員の手を握ったり抱きついたりしたため議員辞職した事件である。
泉山は、参議院食堂に大蔵委員を招いて会食、酒を飲み過ぎ議場脇のソファに酔いつぶれた。そのため法案説明に塚田十一郎大蔵政務次官が代わって立ったが、この泥酔を目撃した野党側は一斉に議場から退席。さらに泉山蔵相が食堂で民主党の山下春江議員に抱きついたり、廊下で日本社会党の松尾トシ子の手を握ったことが分かり、野党は懲罰動議を出した。
慌てた政府と所属する民主自由党は泉山蔵相をたたき起こし深夜の永田町をドライブして酔いを醒まそうとし、さらに国会の医務室で酔い覚ましの注射を打ってベッドに寝かせつけた。
その間に、野党婦人議員は院内粛清を決議、民主自由党役員会でも除名論が出た。
明けて12月14日1時半、緊急懲罰委員会を開けとの野党側の要求に対し民主自由党の明礼輝三郎懲罰委員長は雲隠れし、4時、政府は院内で緊急閣議を開き泉山蔵相の辞任を決定、泉山は吉田茂首相を訪ね進退伺を出した。
懲罰委員会で山下議員は「口にすることも出来ないような行動に出た。逃げようともがいて左アゴに噛み付かれた」、また松尾議員は「30秒ぐらい握って離さないので、振り放して逃げた」と証言した。泉山蔵相は午後には衆議院議員辞職届を提出した。
この事件を受けて戸叶里子議員らが議場内粛正に関する決議を衆議院本決議を提出し、12月22日に全会一致で可決された。